# レパントの海戦の寓意
『レパントの海戦の寓意』（レパントのかいせんのぐうい、伊: Allegoria della battaglia di Lepanto, 英: Allegory of the Battle of Lepanto）は、ルネサンス期のイタリアのヴェネツィア派の画家パオロ・ヴェロネーゼが1571年に制作した宗教画ないし寓意画である。油彩。神聖同盟がオスマン帝国に対して勝利を収めた歴史上有名なレパントの海戦の戦勝を記念して、ムラーノ島のサン・ピエトロ・マルティーレ教会に奉納するため制作されたと考えられている。現在はヴェネツィアのアカデミア美術館に所蔵されている。

## 主題
1453年にコンスタンティノープルがオスマン帝国の第7代スルタンであるメフメト2世の攻撃を受けて陥落し、東ローマ帝国が滅亡して以来、イスラム圏の勢力拡大はキリスト教圏に対して深刻な脅威となっていた。1565年に聖ヨハネ騎士団の本拠地であるマルタ島は激しい包囲戦に遭い、1570年にはヴェネツィア領キプロスが陥落した。こうした危機的状況に、ヴェネツィア共和国はローマ教皇ピウス5世、スペイン国王フェリペ2世と神聖同盟を結んで対抗した。これらはいずれもカトリックであり、キリスト教国全体が団結したわけではなかった。神聖同盟の艦隊は1571年10月7日にギリシアのコリント湾の入口にあるレパント沖でオスマン帝国の艦隊と激突し勝利した。

## 作品

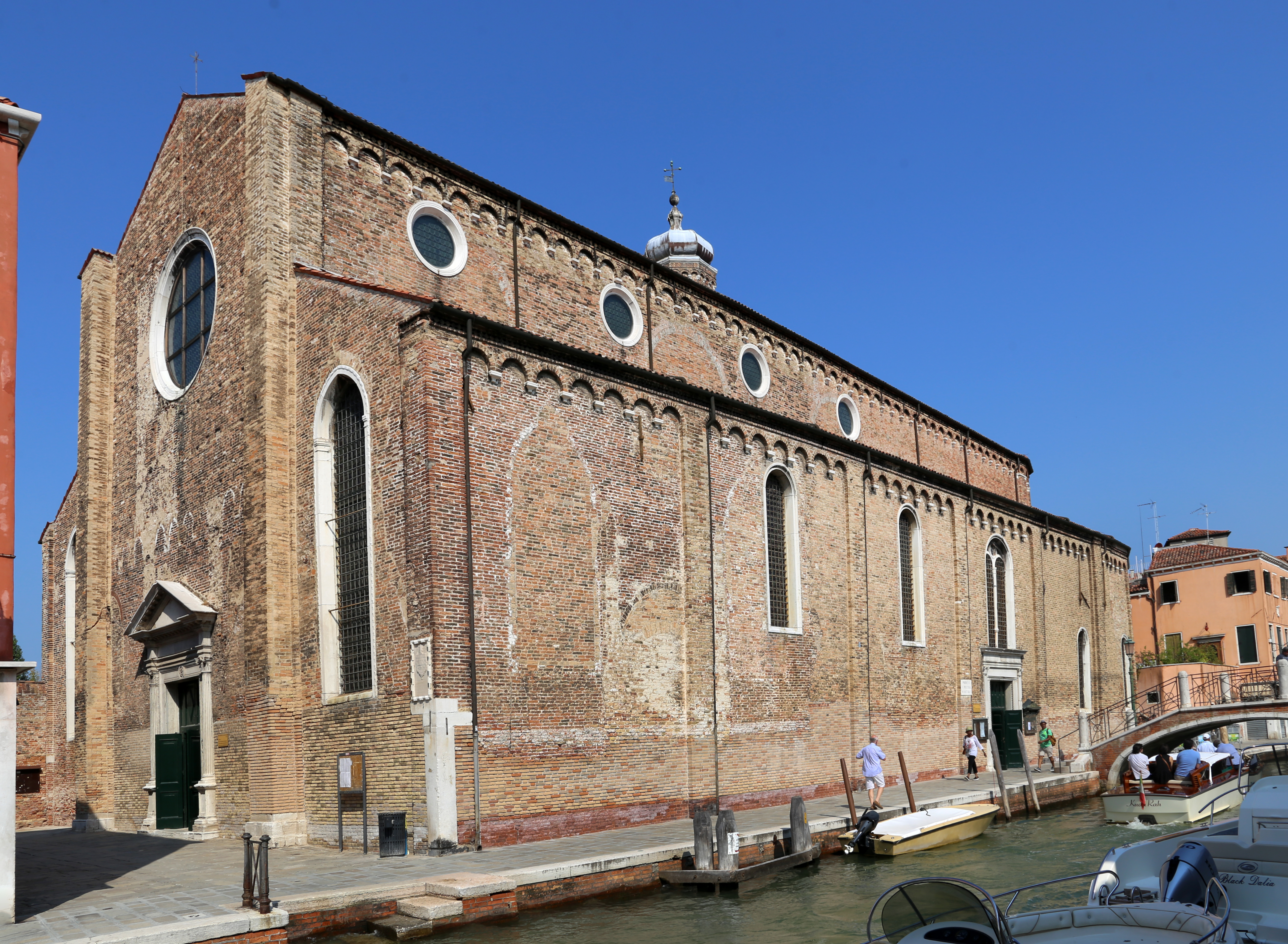
ムラーノ島のサン・ピエトロ・マルティーレ教会。

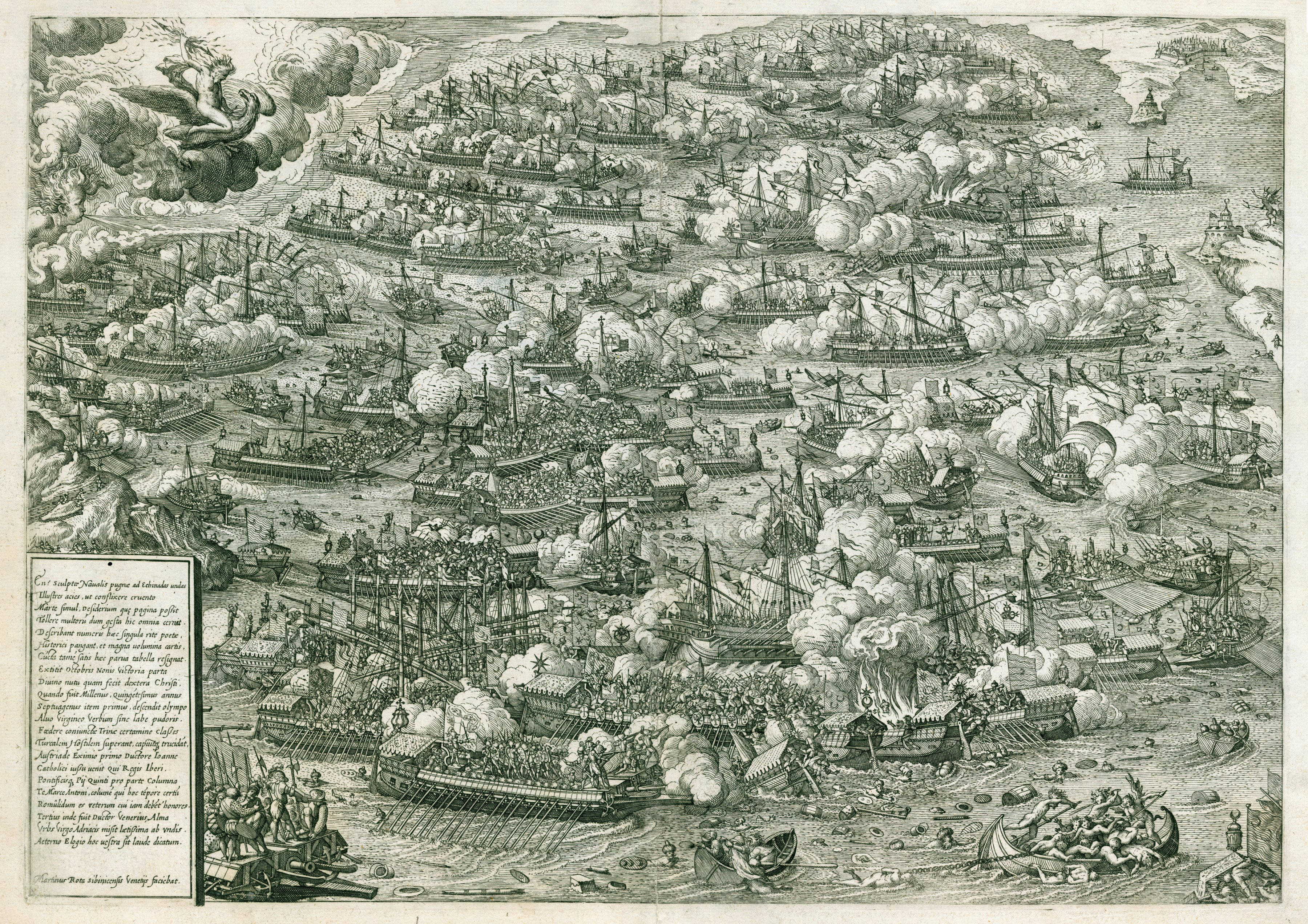
レパントの海戦の俯瞰図。1572年。

ヴェロネーゼはオスマン帝国に対する神聖同盟の勝利、とりわけレパントの海戦でヴェネツィア海軍が果たした役割を讃えている。海戦が繰り広げられる上空の雲の中で、純白の服をまとった1人の女性が両腕を広げた聖母マリアの前で手を合わせてひざまずいている。この女性像は「信仰」、あるいはヴェネツィア共和国（セレニッシマ）の擬人像と考えられている。その両脇でパドヴァの聖ユスティナとライオンをともなった聖マルコはこの女性を聖母マリアに引き合わせ、聖ペテロと聖ヤコブは彼らとともに聖母マリアに神聖同盟の勝利を祈っている。聖ユスティナはパドヴァの守護聖人で、海戦が行われた10月7日は聖ユスティナの祝日であったため、勝利をもたらした聖人として戦後大いに称揚された。聖ユスティナは頭に王冠をかぶり、右手に短剣を、左手に殉教聖人であることを示すナツメヤシの葉を持つ。聖マルコはヴェネツィアの守護聖人であり、天国の鍵を手にした聖ペテロは教皇庁、聖ヤコブはスペイン王国を表す。ただし聖ヤコブは聖ロクスとする説もある。画面右では天国の奏楽天使の一群が音楽を奏で、別の天使はオスマン帝国の艦隊に燃える矢を投げつけている。下方ではガレー船団が激しく戦っている。画面左の神聖同盟軍の軍船は聖マルコのライオン、神聖ローマ帝国の鷲、ローマの牝狼の旗印が確認でき、一方、画面右のオスマン帝国の軍船はターバンを巻いたイスラム兵士を乗せているのが見えるため、鑑賞者は海上で激突する両艦隊を見分けることができる。
ヴェロネーゼは画面を上下に分割しており、聖人たちを聖母の周りに配置し、聖母が勝利の担い手であることを強調している。また聖母と向き合う中央のグループにヴェネツィアと関係の深い聖人を配置することで、彼らが最重要の聖人であることを強調している。他の神聖同盟を代表する聖ペテロと聖ヤコブはここでは副次的な役割を果たしているに過ぎない。とはいえ、教皇庁を象徴する聖ペテロは聖母の右隣りという名誉ある位置を占めている。ヴェロネーゼは両軍の命運を雲と雲間から降り注ぐ光によって表現している。すなわち神聖同盟軍の上空の雲は白いのに対してオスマン帝国軍の上空は黒雲で覆われている。また雲から降り注ぐ暗い影はオスマン帝国の艦隊を容赦なく苦しめているように見えるのに対して、神聖同盟の艦隊は聖母マリアの足元から発せられた神の恩寵を表す明るく慈悲深い光線によって強調され、彼らに保護を与えている。
この絵画はおそらくレパントの海戦に参加したムラーノ島のピエトロ・ジュスティニアーニの発注により、海戦の勝利から時を経ずして戦勝記念画および奉納画として描かれた。ヴェロネーゼは構図を作成し、それに基づいて工房の助手が描いたと考えられている。
マルコ・ボスキーニは1664年にサン・ピエトロ・マルティーレ教会のロザリオ礼拝堂に設置されていたことを伝えている。アントニオ・マリア・ザネッティの1733年の記述によると、この作品は1573年のヴェロネーゼの『ロザリオの聖母』（Madonna del Rosario）の対作品であったと伝えている。この『ロザリオの聖母』が高さ174センチ、横幅318センチという横長の大画面の作品であったため、本作品も本来は同様の作品であった可能性がある。カルロ・リドルフィは1648年にカリアリ家が同主題の別のより大きなバージョンを所有していたと述べている。

## 来歴
絵画は『ロザリオの聖母』とともにサン・ピエトロ・マルティーレ教会のロザリオ礼拝堂の祭壇の両側に設置されていた。 1805年にヴェネツィア共和国がナポレオン支配下のイタリア王国に併合されると、1806年7月28日のナポレオンの布告により多くの教会、修道院、同信会が閉鎖された。そのためサン・ピエトロ・マルティーレ教会も1806年に一時的に閉鎖された。その後、絵画は1812年にアカデミア美術館によって取得された。

## ギャラリー
関連作品

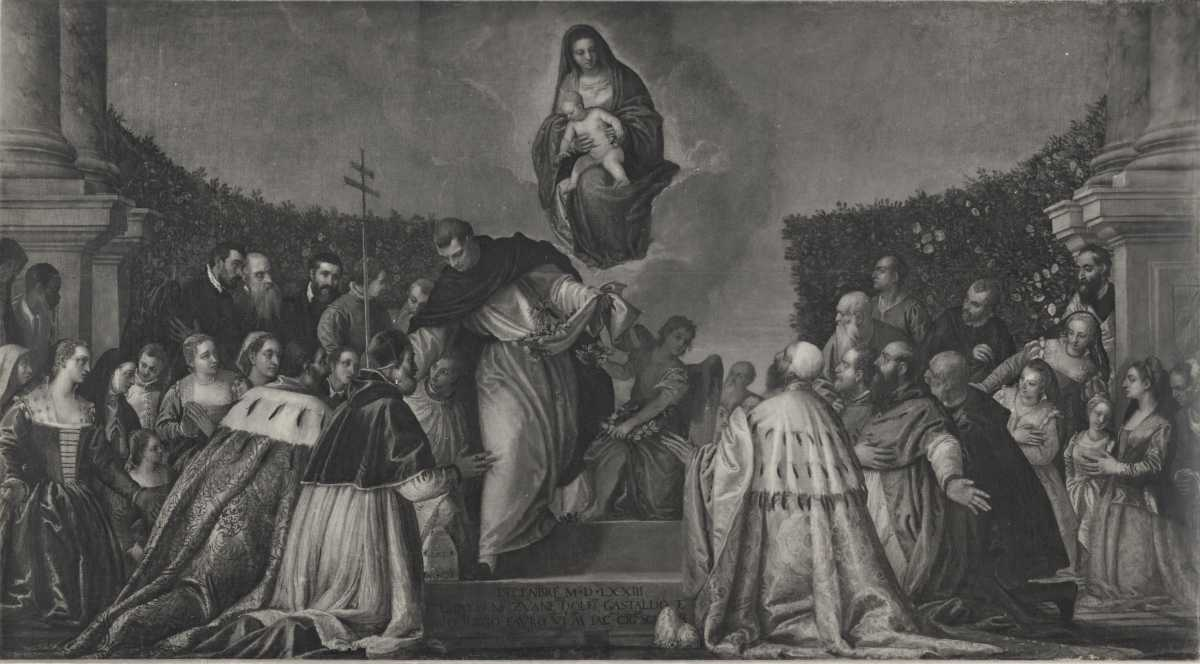
パオロ・ヴェロネーゼ『ロザリオの聖母』1573年 アカデミア美術館所蔵
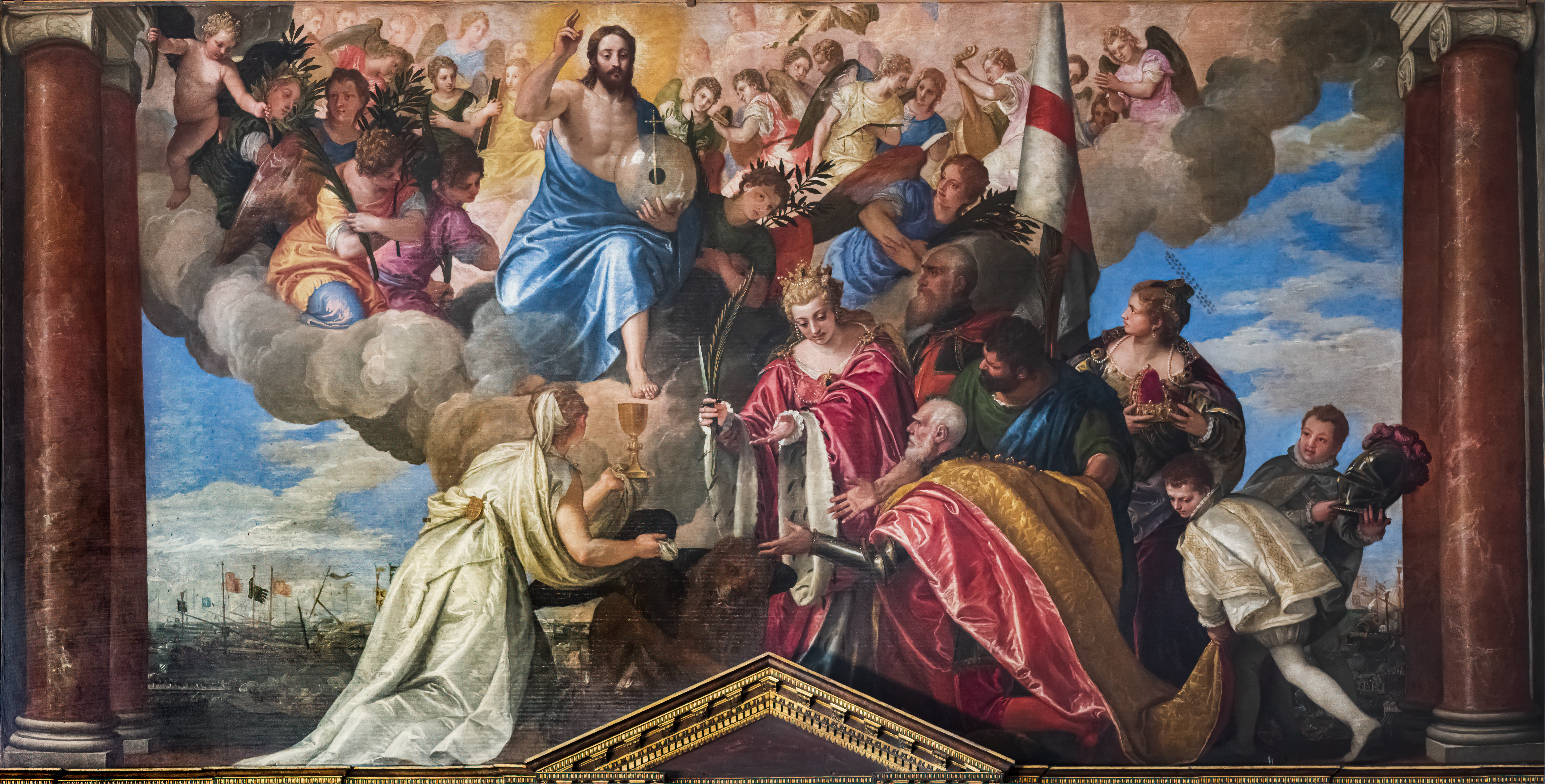
パオロ・ヴェロネーゼ『ドージェ・セバスティアーノ・ヴェニエの奉納肖像』1581年から1582年 ドゥカーレ宮殿所蔵